# SMTP-AUTH
SMTP-AUTH – rozszerzenie protokołu Simple Mail Transfer Protocol o mechanizmy uwierzytelniania. Można wyróżnić dwie podstawowe metody autoryzacji sesji:
- metodą AUTH PLAIN
- metodą AUTH LOGIN

Każda z nich do komunikacji pomiędzy serwerem a klientem stosuje kodowanie Base64, które samo w sobie nie zapewnia bezpieczeństwa danych.
Aby skorzystać z autoryzacji, klient powinien zamiast standardowego powitania HELO użyć EHLO, które umożliwi wykorzystanie rozszerzonego zestawu poleceń SMTP. W odpowiedzi serwer SMTP powinien zwrócić w powitaniu ciąg znaków "AUTH", a po nim dostępne metody uwierzytelniania.
Opisany jest w RFC 2554 ↓.

## Przykład sesji SMTP z uwierzytelnianiem AUTH PLAIN
Aby uwierzytelnić sesję SMTP należy wygenerować odpowiedni ciąg znaków ("\0użytkownik\0haslo", gdzie \0 oznacza bajt zerowy, jeżeli użytkownik ma mieć pełną nazwę domenową np. test@example.com to przed '@' dajemy znak ucieczki '\' - ("\0uzytkownik\@example.com\0haslo")) za pomocą np. Perla poprzez polecenie:
```
 
perl
 
-
MMIME::
Base64
 
-
e
 
'print encode_base64("\0uzytkownik\0haslo");'

```

wynikiem będzie:
```
AHV6eXRrb3duaWsAaGFzbG8=
```

Gdzie zwykła sesja już będzie wyglądać w taki sposób:
```
220 serwer ESMTP
EHLO serwer.email.com
250-serwer Hello user at localhost [127.0.0.1]
250-AUTH PLAIN LOGIN
250 HELP
AUTH PLAIN
334 ok. go on.
AHV6eXRrb3duaWsAaGFzbG8=
235 OK Authenticated
MAIL FROM:<nadawca@domena.com>
250 OK
RCPT TO:<odbiorca@domena.com>
250 Accepted
DATA
354 Enter message, ending with "." on a line by itself
From: nadawca@domena.com
To: odbiorca@domena.com

tresc wiadomosci
.
250 OK
QUIT
221 serwer.email.com closing connection

```

## Przykład sesji SMTP z uwierzytelnianiem AUTH LOGIN
Aby uwierzytelnić sesję SMTP przy użyciu metody LOGIN, należy oddzielnie skonwertować nazwę użytkownika i hasło do formatu Base64. Za pomocą Perla można to wykonać w następujący sposób:
```
 
perl
 
-
MMIME::
Base64
 
-
e
 
'print encode_base64("uzytkownik");'

 
perl
 
-
MMIME::
Base64
 
-
e
 
'print encode_base64("haslo");'

```

wynikiem będą odpowiednio:
```
dXp5dGtvd25paw==
 aGFzbG8=
```

Oto przykładowa sesja SMTP z autoryzacją LOGIN:
| > 220 serwer ESMTP < EHLO serwer.email.com > 250-serwer Hello user at localhost [127.0.0.1] > 250-AUTH PLAIN LOGIN > 250 HELP < AUTH LOGIN > 334 VXNlcm5hbWU6 < dXp5dGtvd25paw== > 334 UGFzc3dvcmQ6 < aGFzbG8= > 235 OK Authenticated < MAIL FROM:<nadawca@domena.com> > 250 OK < RCPT TO:<odbiorca@domena.com> > 250 Accepted < DATA > 354 Enter message, ending with "." on a line by itself < From: nadawca@domena.com < To: odbiorca@domena.com < < tresc wiadomosci < . > 250 OK < QUIT 221 serwer.email.com closing connection | W formie odkodowanej (base64) 334 Username: uzytkownik 334 Password: haslo |  |